# Trathala cypete
Trathala cypete är en stekelart som först beskrevs av Morley 1917.  Trathala cypete ingår i släktet Trathala och familjen brokparasitsteklar. Inga underarter finns listade i Catalogue of Life.